# Burgenländischer Fussballverband
La Burgenländischer Fussballverband è la federazione calcistica dello stato federato austriaco del Burgenland. Fondata nel 1923, è una delle 9 federazioni regionali che compongono la ÖFB.
Organizza ogni anno un proprio campionato e una coppa riservati alle squadre affiliate, così come i tornei femminili e giovanili.

## Storia
Fondata nel 1923, la Burgenländischer Fussballverband fino al 1936 rimase suddivisa in due tronconi: Kreis Nord (Eisenstadt) e Kreis Süd (Oberwart), che in quell'anno si unificarono. Dopo la seconda guerra mondiale, nel 1946, fu eletto presidente Otto Willomitzer, sotto il quale la federazione cercò di portare il calcio in Burgenland a livelli accettabili anche dal punto di vista del professionismo.
Nel 1989 è stata inaugurata la nuova sede della BFV. Oggi la federazione organizza i tornei a livello regionale, la coppa del Burgenland, i campionati equivalenti a livello giovanile e femminile.
Oggi conta 181 squadre affiliate.

## Struttura dei campionati

### Maschili

#### Burgendlandliga
Il massimo campionato regionale è la Burgendlandliga, composto da un girone unico di 16 squadre. La vincente è promossa in Regionalliga Ost, retrocesse le ultime due.

#### II. Liga
Secondo livello regionale, è suddivisa in tre gironi (due dei quali da 16 squadre, e uno da 15) ciascuno, le cui vincenti sono promosse nella Burgenlandliga. Retrocessa l'ultima classificata di ciascun gruppo.

#### 1. Klasse
Suddivisa in quattro gironi, rispettivamente composti da 14, 15, 14 e 16 squadre. Ottiene la promozione la squadra vincitrice del rispettivo raggruppamento, retrocede l'ultima classificata.

#### 2. Klasse
La categoria più bassa del calcio regionale è suddivisa in quattro gironi da 13, 12, 13 e 11 squadre; le vincitrici sono promosse in 1. Klasse.
La diversa composizione dei gironi è dovuta alla necessità di rispettare criteri di vicinorietà tra i club.

### Femminili

#### Frauenliga
Il massimo livello regionale di calcio femminile, per la stagione 2010-2011 è composto da un girone unico di 4 squadre. La vincitrice disputa gli spareggi per la promozione in Frauen 2. Liga.

## Albo d'oro

### Campionato
- 1923-1924  Parndorfer Sturm[2]
- 1924-1925  Neufeld
- 1925-1926  Neufeld
- 1926-1927  Neufeld
- 1927-1928  Neufeld
- 1928-1929  Neufeld
- 1929-1930  Neufeld
- 1930-1931  Neufeld
- 1931-1932  Pinkafeld
- 1932-1933  Pinkafeld
- 1933-1934  Oberwart
- 1934-1935  Pinkafeld
- 1935-1936  Pinkafeld
- 1936-1937  Pinkafeld
- 1937-1938  Pinkafeld
- 1938-1945 non disputato
- 1945-1946  Neufeld
- 1946-1947  Oberwart
- 1947-1948  Oberwart
- 1948-1949  Oberwart
- 1949-1950  Siegendorf
- 1950-1951  Oberwart
- 1951-1952  Neufeld
- 1952-1953  Mattersburg
- 1953-1954  Siegendorf
- 1954-1955  Oberwart
- 1955-1956  Mattersburg
- 1956-1957  Mattersburg
- 1957-1958  Neufeld
- 1958-1959  Eisenstadt
- 1959-1960  Pinkafeld

...
- 2003-2004  Ritzing
- 2004-2005  Neusiedl/See
- 2005-2006  Baumgarten
- 2006-2007  Mattersburg Amateure
- 2007-2008  Stegersbach
- 2008-2009  Baumgarten
- 2009-2010  Ritzing
- 2010-2011  Stegersbach

### Coppa
- 1935-1936  Güssinger
- 1937-1946 non disputata
- 1946-1947  Neufeld
- 1947-1948  Neufeld
- 1948-1949  Oberwart
- 1950-1974 non disputata
- 1974-1975  Rudersdorf
- 1975-1976  Rudersdorf
- 1976-1977  Neusiedl/See
- 1978-1994 non disputata
- 1994-1995  Zurndorf
- 1996-2001 non disputata
- 2001-2002  Rohrbrunn
- 2002-2003  Markt St. Martin
- 2003-2004  Weigersdorf
- 2004-2005  Markt St. Martin
- 2005-2006  Markt St. Martin
- 2006-2007 non disputata
- 2007-2008  Unterfrauenhaid
- 2008-2009  Zurndorf
- 2009-2010  Illmitz
- 2010-2011  St. Margarethen

Attualmente è nota come BFV-Raiffeisen Cup per motivi di sponsor.